# Kinderlandverschickung v Protektorátu Čechy a Morava
Erweiterte Kinderlandverschickung v Protektorátu Čechy a Morava (česky vysílání dětí na venkov) hrálo v celém projektu národně socialistického režimu Třetí říše jednu z klíčových rolí. Celý proces získávání vhodných objektů se zprvu rozbíhal velmi pomalu. První KLV tábory vznikaly na Moravě a během roku 1941 se projekt KLV rozšířil i do Čech. Lázeňské město Poděbrady se stalo hlavním centrem KLV. Nacistické elity považovaly protektorátní území pro německé evakuované děti dostatečně bezpečné a potravinami dobře zásobované. Na území Protektorátu bylo evakuováno přibližně 350 000 německých dětí ve více než 400 táborech KLV.

č. 5 Protektorát Čechy a Morava

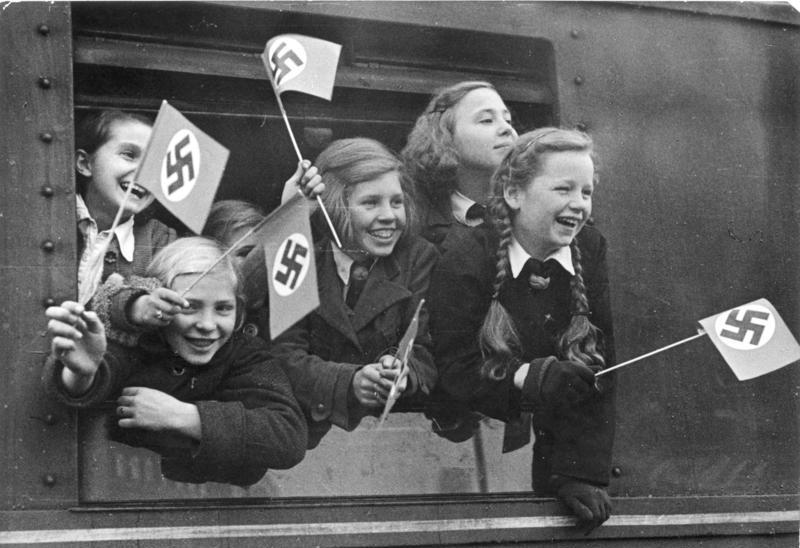
Děti z Berlína odjíždí zvláštním KLV-vlakem do táborových destinací.

## Počátky projektu na protektorátním území

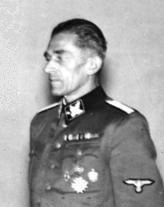
Karl Hermann Frank - správa KLV v Protektorátu Čech a Moravy

Štábní velitel Helmut Möckel, zástupce Baldura von Schiracha, seznámil říšské vedení mládeže (Reichsjugendführung, dále jen RJF) se zavedením programu Erweiterte Kinderlandverschickung na území Čech a Moravy 15. listopadu 1940. Území Protektorátu spadalo společně s Dolním Saskem, Saskem, Durynskem, oblastmi Sudet a Horním Slezskem do druhé skupiny. Kontrolou projektu na území Protektorátu byl pověřen Horst Hechler, správou Karl Hermann Frank (Beauftragter des Reichsleiters Baldur v. Schirach) a výkonnou mocí disponoval pověřenec pro KLV v Čechách a na Moravě (Der Beauftragte für die Erweiterte Kinderlandverschickung in Böhmen und Mähren), který sídlil v Toskánském paláci v Praze na Hradčanech. Přibližně od poloviny listopadu 1940 se rozběhlo zajišťování objektů, které trvalo až do jara 1941. První účastníci měli dorazit v období někdy od poloviny prosince 1940 do 7. ledna 1941. Vzhledem k tomu, že počet evakuovaných dětí neustále narůstal, výběr lokalit a vhodných zařízení probíhal i po roce 1942.
„...Dnes uprostřed největších bojů umožňuje tato akce tisícům dětí z měst ohrožených nepřátelskými nálety tráviti svůj život v klidu a za dobrých podmínek vyživovacích věnovati se účelné práci a učení..."
Unser Weg – Náš směr 8/1944, s. 16–171

## Síť a organizace táborů
Na podkladě říšského služebního zákona (Reichsleistungsgesetz), který umožňoval wehrmachtu a státním úřadům využívat také soukromý majetek, vznikala KLV zařízení v hotelech, ubytovnách, ozdravovnách, lázních, starých šlechtických sídlech, penzionech či klášterech. Ústředí si objekty pronajímalo od soukromých českých nebo německých osob nebo od právnických subjektů. Například Kuratorium pro výchovu mládeže za tímto účelem pronajalo objekty v Bystřici pod Hostýnem (okr. Kroměříž) a lázeňské ozdravovny v Lázních Bohdaneč (okr. Pardubice), průmyslový podnik Škoda dal k dispozici své prostory v Mirošově nedaleko Plzně (v okrese Rokycany v Plzeňském kraji) a firma Baťa nabídla zámek v Březolupech (okr. Uherské Hradiště). Hrabě Kinský umožnil využívat jeho zámek v Chocni.

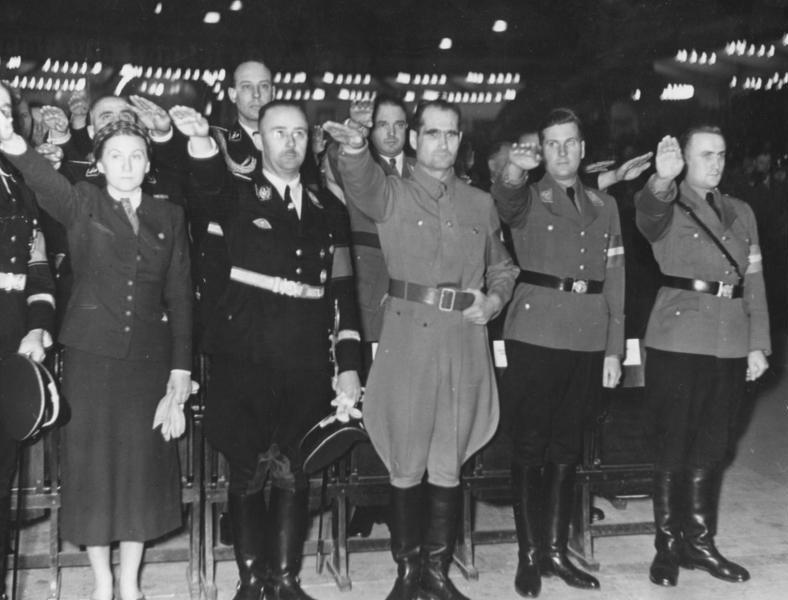
Baldur von Schirach říšský vůdce mládeže, druhý zprava

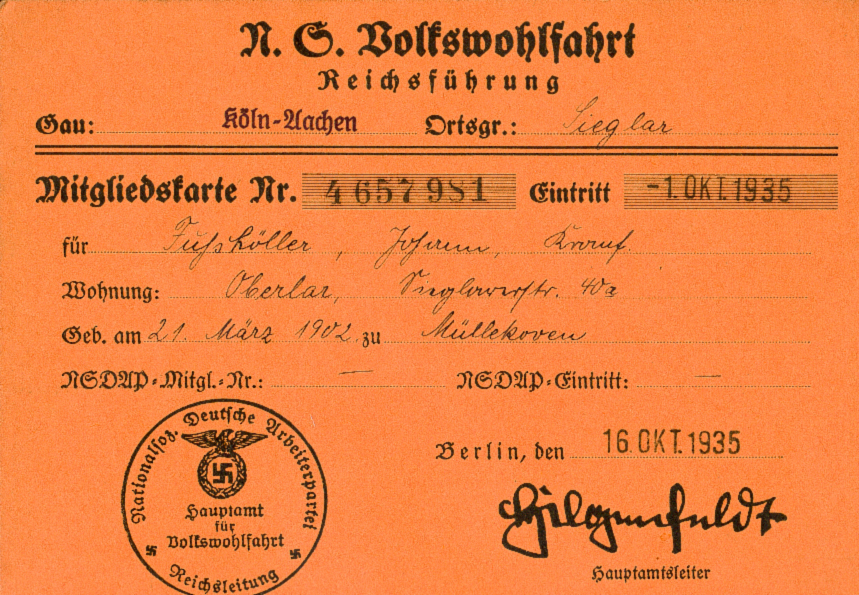
Nationalsozialistische Volkswohlfahrt (NSV) členský průkaz

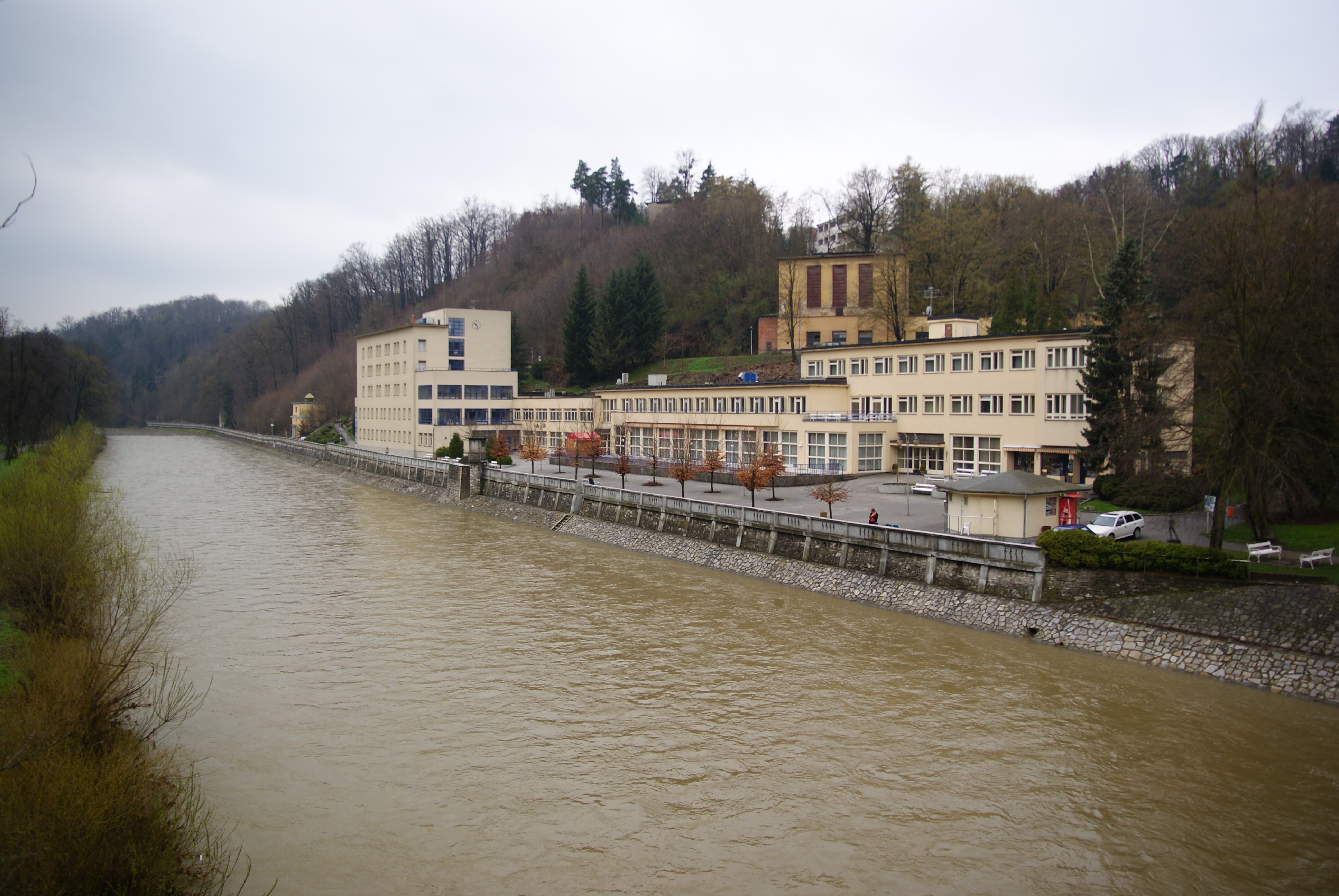
Lázeňský dům hotel a restaurace (Teplice nad Bečvou)

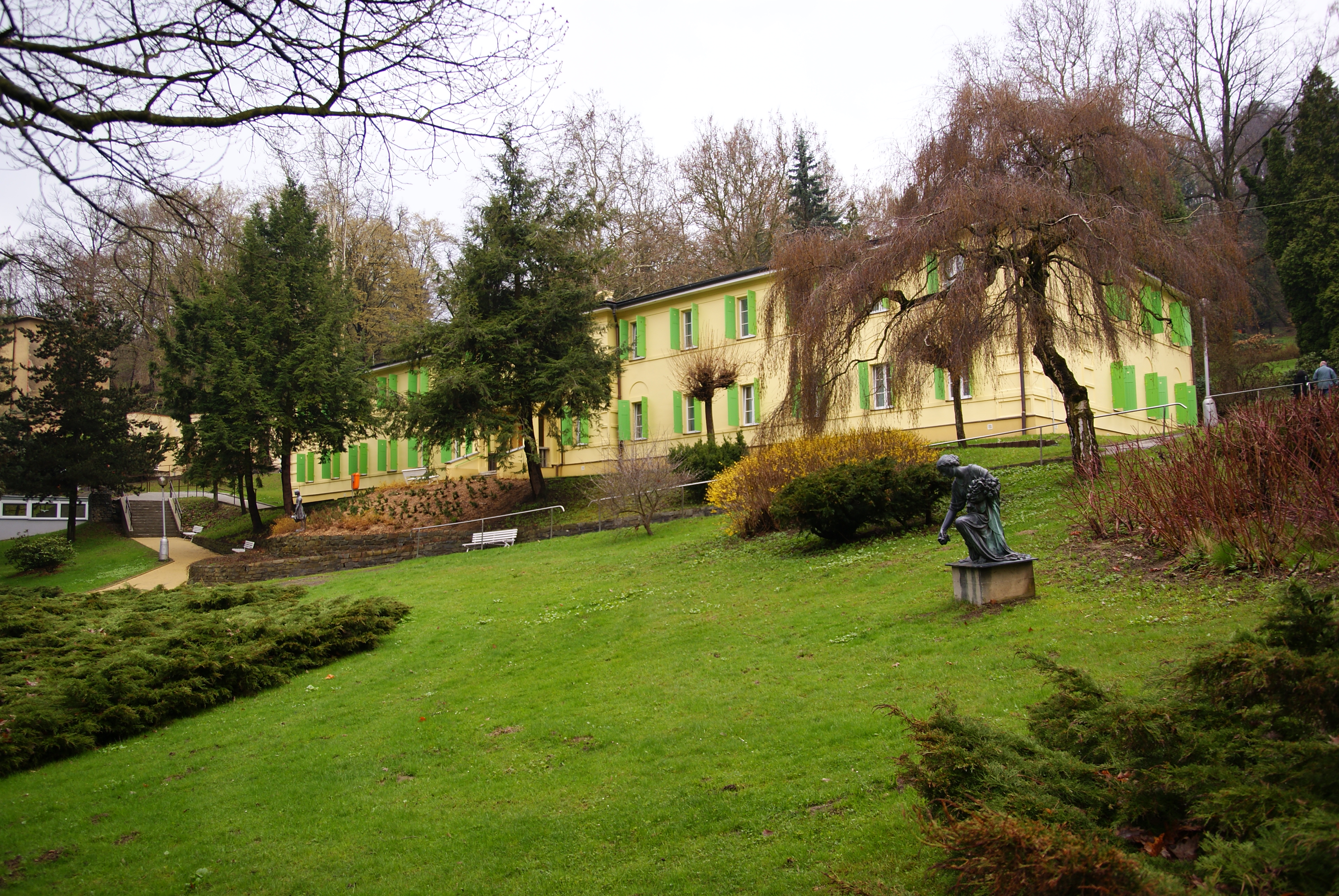
Lázeňský park (Teplice nad Bečvou)

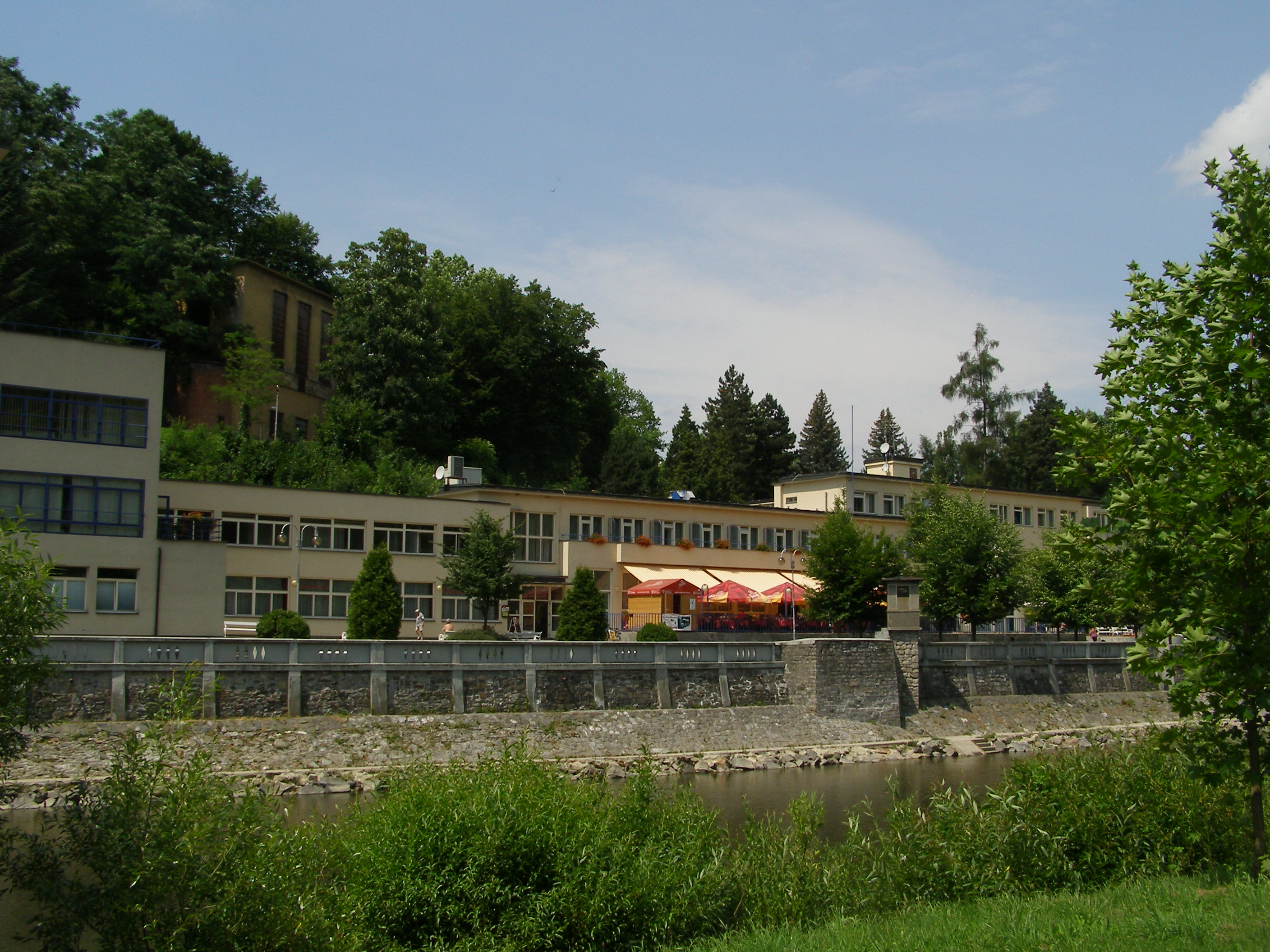
Lázeňský dům Moravan (Teplice nad Bečvou)

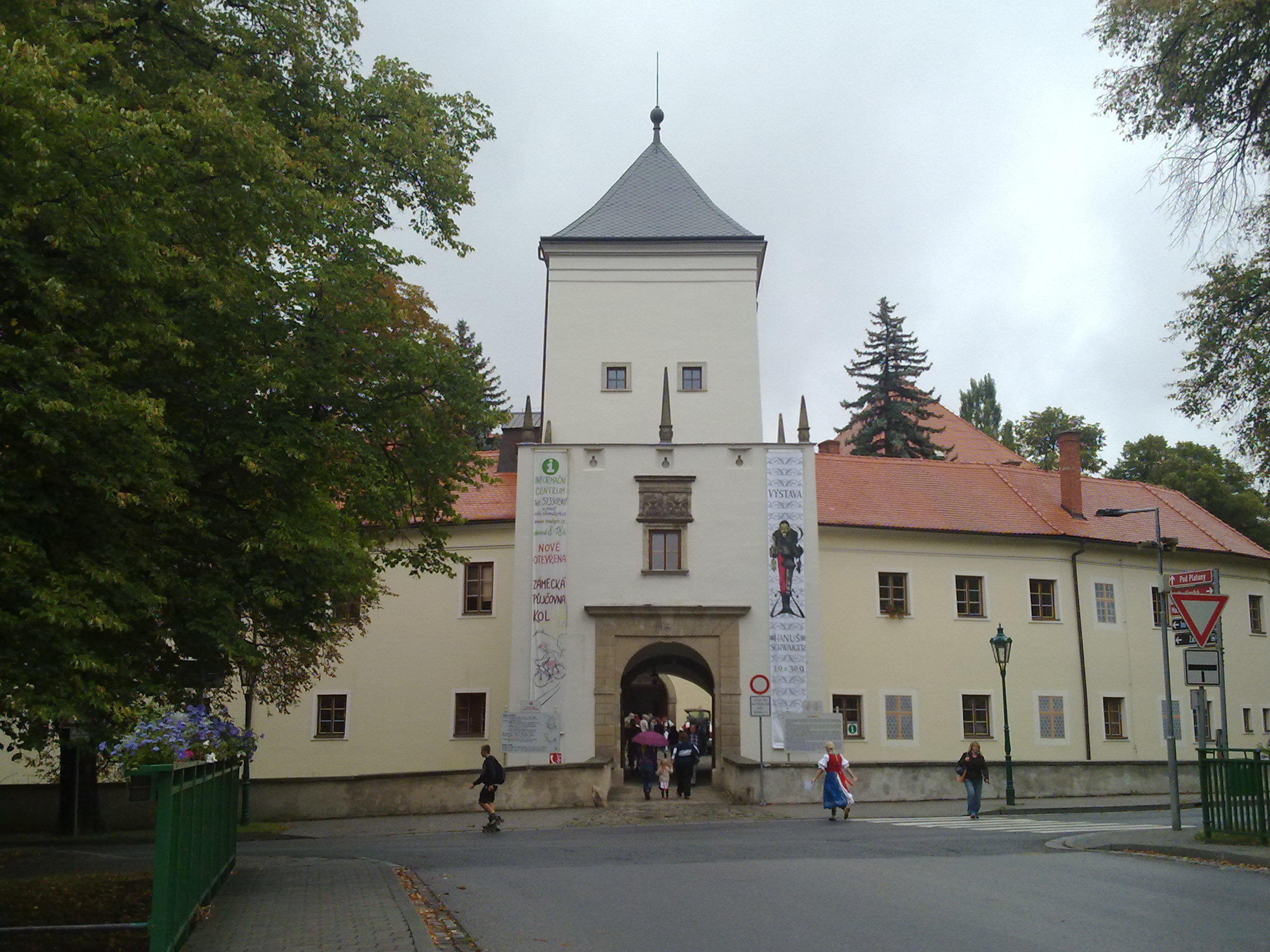
Zámek Bystřice pod Hostýnem

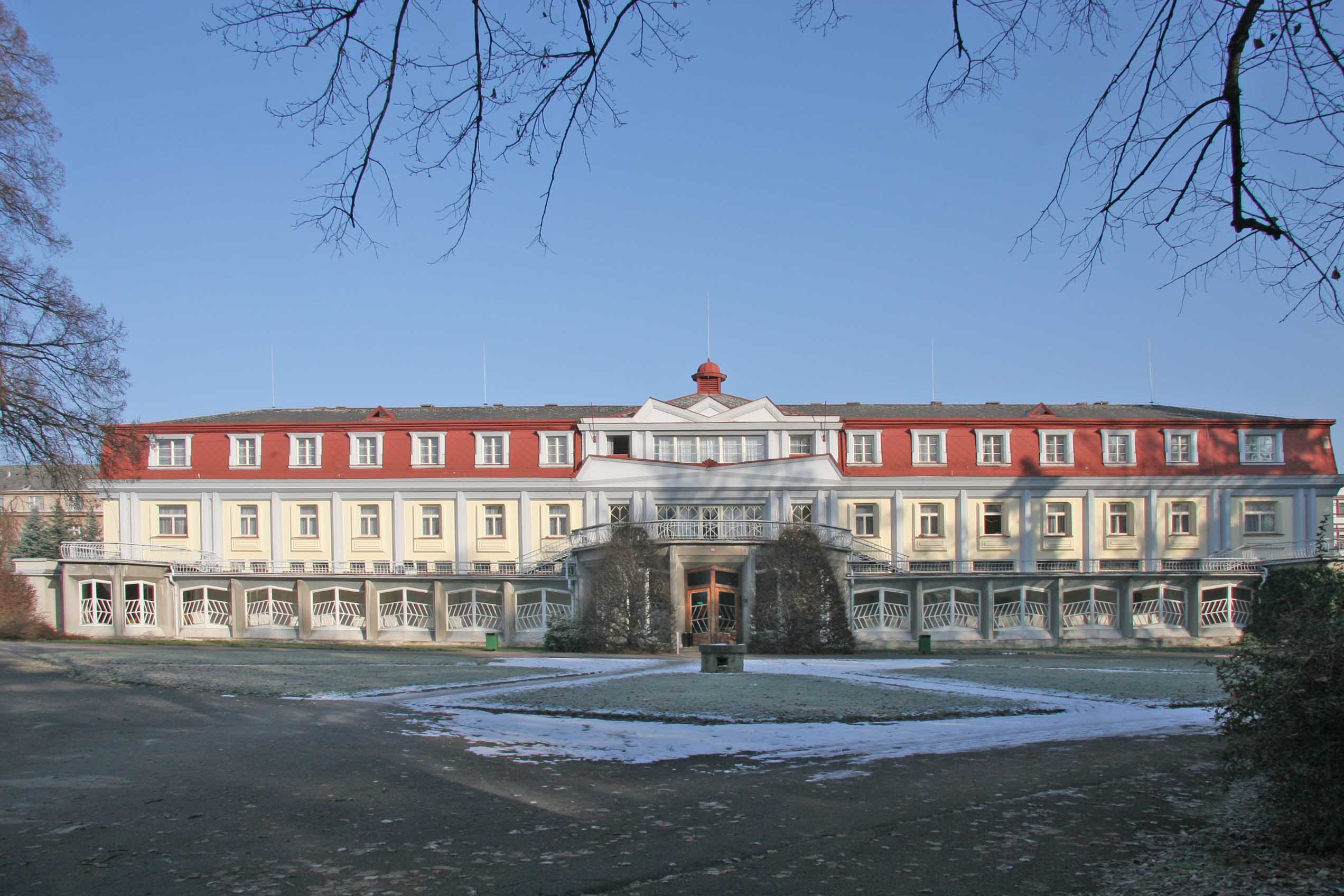
Lázně Bohdaneč – Josef Gočár pavilon

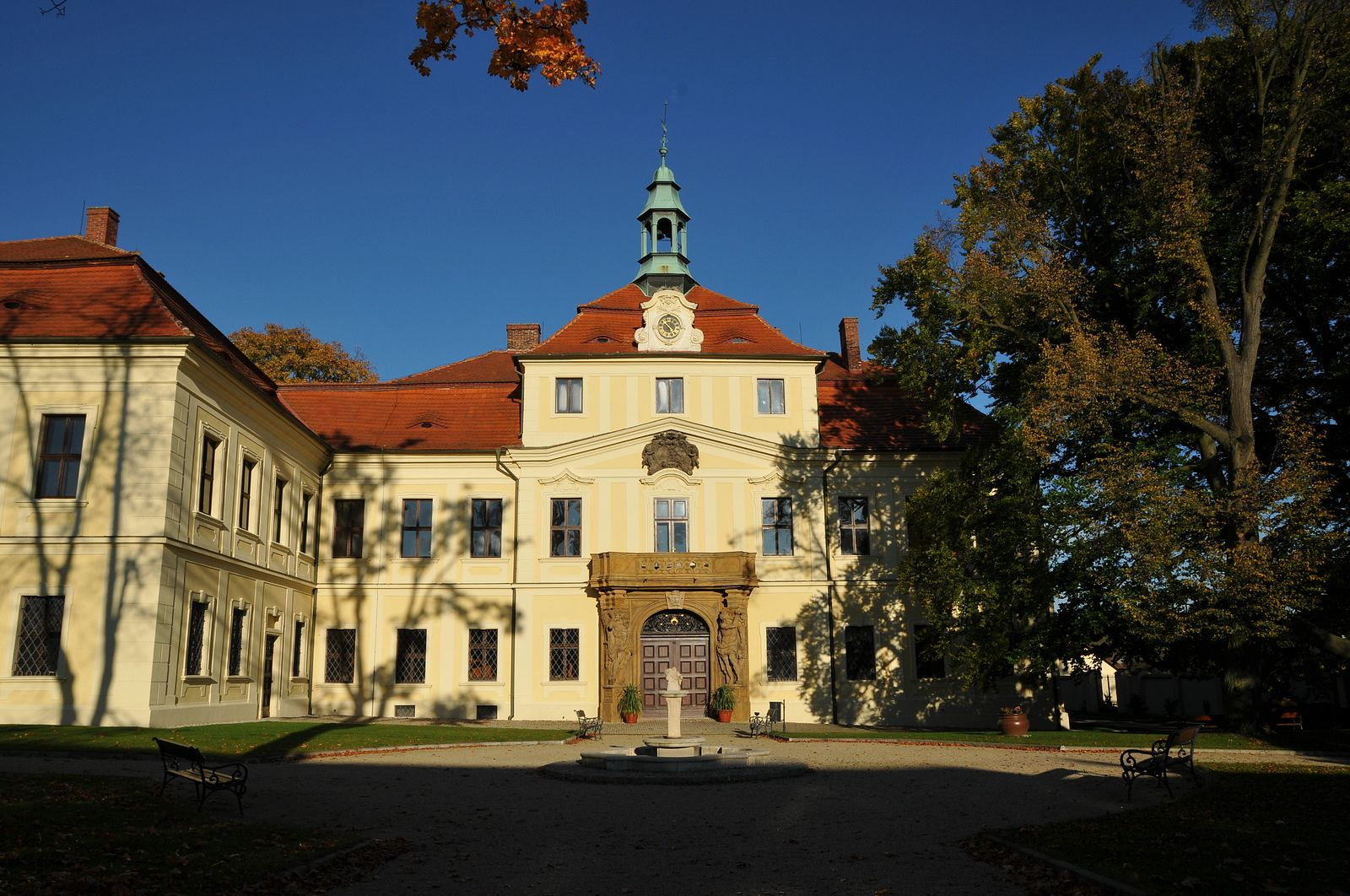
Zámek Mirošov

Nájemní smlouvu uzavírala RJF na dobu neurčitou a jen ze strany RJF mohla být smlouva vypovězena. Nájemné nebylo všude stejné. Vypočítávalo se z počtu dětí a délky pobytu. Objekt musel splňovat i další kritéria jako byla blízkost železniční stanice. Časem přibyl požadavek, aby se v blízkosti tábora nalézal protiletecký kryt. Preferovaly se především rekreační objekty, které by bez nutných stavebních úprav pojmuly větší počet dětí.
Pro tábory sice platilo přísné rozdělení na dívčí a chlapecké, ale vyskytly se i tábory smíšené. Účastníkům KLV se kontakt s protektorátním obyvatelstvem nepovoloval. Možná i proto není existence táborů KLV známá. Tábory ale tajné rozhodně nebyly. U vstupu do každého KLV zařízení se nacházela cedule s názvem tábora, přiřazeným číslem a domovským městem. Jakmile došlo ke schválení vybraného objektu, oberlandrát se postaral o další služby jako dodávky elektrického proudu, vody a plynu. Do funkcí táborového HJ vedoucího či vedoucí týmu se vybíralo z kandidátů a kandidátek z řad HJ a Svazu německých dívek (Bund deutscher Mädel) a do funkce velitele tábora z učitelů a učitelek ze škol v oblastech postižených nálety. Nakonec se vybrala vhodná čistírna pro dětské ošacení, dodavatelé potravin, řemeslníci pro případné opravy či zhotovení chybějícího nábytku. Zdravotnictví zajišťoval lékař v daném okrese. Za důkladnou přípravu odpovídal vedoucí příslušného HJ bannu (Bannführer).
První tábory vznikaly na Moravě v příjemném lázeňském prostředí Luhačovic (okr. Zlín), Teplic nad Bečvou a v Bystřici pod Hostýnem. V polovině prosince 1940 dorazilo z Berlína prvních 2 400 dětí. Síť táborů KLV se rozšiřovala směrem z moravské oblasti do západních Čech. Hlavní fáze projektu byla zahájena na jaře 1941. Rychlý příjezd velkého počtu dětí způsobil v počátku několik potíží. Stávalo se, že ještě pár dní před příjezdem chyběly deky, ložní prádlo, někde stoly, židle a dokonce i dostatečný počet postelí.

### Personál
Podle pokynů Baldura von Schiracha měl ve vedení tábora stát školní vedoucí (Schulleiter) jmenovaný svazem NSLB spolu s vůdcem z řad HJ (HJ-Führer). Druhý jmenovaný dohlížel na dodržování předpisů RJF, věnoval se účastníkům a kontroloval řádné plnění služby HJ (HJ-Dienst).
Učitel ve funkci vedoucího tábora (Lagerleiter) přijížděl obvykle s dětmi z Německa. Jeho účast mohla být dobrovolná nebo byl delegován svazem učitelů. Během intenzívních náletů na německé oblasti (např. v září 1942) se využilo i učitelů z Protektorátu. Pedagog musel být samozřejmě členem Nacionálně socialistického svazu učitelů (Nationalsozialisticher Lehrerbund, dále jen NSLB). Po zrušení činnosti NSLB (1943) a zavedení nové evakuační strategie byly evakuovány celé třídy a později školy. Táborový vedoucí pak přijížděl ze svého domovského města do tábora ve funkci školního pověřence KLV (Der Schulbeauftragte KLV) a řídil se pokyny oblastního pověřence v místě pobytu.
Služba vedoucího v táboře byla považována za válečnou služební povinnost. Před svým nástupem učitelé také povinně absolvovali vzdělávací dvoutýdenní kurz vedoucího tábora v Poděbradech. Vedoucí tábora podávali vyšším orgánům měsíční hlášení (Monatsbericht). Pokud tábor sestával z více objektů, podávalo hlášení každé zařízení zvlášť. Měsíční hlášení se skládalo z devíti základních částí: počet a původ nově přijatých dětí, jmenný seznam personálu tábora, organizace a ubytování v táboře, stravování a zdravotní stav dětí, oddíl školní výuky a služby HJ, sekci tisku a propagandy s případnými poznámkami o nedostatcích v distribuci požadovaných tiskovin.
Velitele táborového osazenstva či týmu (Lagermannchaftsführer, dále jen LMF) zastávali příslušníci HJ a BDM starší 16 let zaškolení na říšské škole KLV pro LMF (Reichsschule für KLV-Lagermannschaftsführer). Velitel HJ týmu musel mít vůdčí schopnosti a sledovala se i jeho politická angažovanost, která pak hrála roli při vstupu do NSDAP. V táboře pak působili ještě vychovatelky a vychovatelé, kterými bývali jen o pár let starší děvčata a chlapci ve věku 17 a 18 let z BDM a HJ. Odborný personál tvořili výhradně Němci, pouze bezpečnost tábora byla v rukou českých četníků a protektorátní policie. Pomocné práce zastávaly např. v kuchyni české kuchařky.

### Zdravotní péče
Pražské ústředí KLV zajišťovalo zdravotní péči. Poskytovalo ji 56 lékařů (pouze 16 z nich bylo civilními lékaři z povolání), 129 zdravotních pomocnic, 65 dívek ze zdravotní služby (Gesundheitsdienst), 10 vojenských lékařů a 32 studentů medicíny. Nejdříve projekt KLV využíval protektorátní nemocnice, od 15. července 1942 zahájila v Praze činnost klinika KLV (KLV-Klinik) v budově Sanatoria MUDr. Vladimíra Borůvky v Havlíčkově ulici 61–63 v Praze 2 (dnešní Legerova). Původně se jednalo o soukromou kliniku. KLV si ji na základě zákona (Reichsleistungsgesetz) od Věry Borůvkové pronajalo za 4 500 RM měsíčně. Pacienty obstarávaly NS zdravotní sestry. Klinika disponovala všemi odděleními.
Infekční případy přejímala Univerzitní dětská klinika v Resslově ulici v Praze 2 a infekční oddělení všeobecných nemocnic. V prostorách SS, které se nacházely od roku 1939 v budově techniky na Karlově náměstí, byla zřízena na jaře 1941 dětská nemocnice se 100 lůžky pro rychle šiřitelné nemoci. Některé destinace zajistily táborové kliniky z vlastních již před válkou vybudovaných objektů – např. v Poděbradech, Teplicích nad Bečvou a Luhačovicích, kde v rámci lázeňských komplexů existovaly příslušné prostory i vybavení. Teplice měly k dispozici i rentgen a EKG. Po propuštění z nemocnice sloužily k rekonvalescenci tři ozdravovny: v Černošicích (okr. Praha-Západ), v obci Lužná u Rakovníka a na Javorovém vrchu (oblast Těšínských Beskyd).
Preventivní vyšetření na podezření tuberkulózy nebo tyfu podstupoval veškerý pomocný personál. Akce vitamín C (Vitamin C Aktion) spočívala v podávání vitamínového doplňku firmy Merck a měla nahradit nedostatek ovoce a zeleniny. Na každé dítě připadlo asi dvacet denních dávek tohoto doplňku. Pro nemocné děti platil zákaz Prahy. V táborech se objevovala žloutenka, spála, menší úrazy, záškrt, spalničky, příušnice, zarděnky, úplavice, plané neštovice a také TBC. Během pětileté protektorátní existence projektu jsou známy případy dětské obrny (Sušice 1943/1944), svrabu a také epidemie tyfu (Luhačovice 1941, Lázně Bohdaneč 1944, Všenory 1944). Protektorátní úřadovna KLV se po celou dobu války potýkala s poměrně vysokou úmrtností dětí v táborech. Do 31. března 1941 říšská úřadovna evidovala 34 případů úmrtí.

### Strava a zásobování
Stravování dětí v KLV se řídilo pokyny ministra pro výživu a zemědělství (Reichsminister für Ernährung und Landwirtschaft, dále jen RMEL). Na německé děti ve věku od 6 do 14 let se vztahoval potravinový příděl: děti v pěstounských rodinách dostávaly potravinové lístky, u starších dětí v táborech probíhalo stravování hromadně v jídelnách a potravinové lístky před odjezdem odevzdávaly. Přídělový systém s lístky využívaly jen strávníci v zařízeních YMCA (Gästehaus YMCA). Potraviny rozdělovala do táborů jednou měsíčně pražská úřadovna. Pochybení v zásobovaní kompenzovala sem tam nějakou výhodou (odpuštění povinného odevzdání čtyř až šesti kilogramů sádla z porážky prasete, o Vánocích zvláštní příděly masa, pšeničné mouky, másla a cukru).
| Příděly na osobu v Protektorátu Čechy a Morava – 43. a 49. zásobovací perioda | Příděly na osobu v Protektorátu Čechy a Morava – 43. a 49. zásobovací perioda | Příděly na osobu v Protektorátu Čechy a Morava – 43. a 49. zásobovací perioda | Příděly na osobu v Protektorátu Čechy a Morava – 43. a 49. zásobovací perioda | Příděly na osobu v Protektorátu Čechy a Morava – 43. a 49. zásobovací perioda |
| Maso                                                                          | Máslo                                                                         | Vejce                                                                         | Mléko                                                                         | Cukr                                                                          |
| ----------------------------------------------------------------------------- | ----------------------------------------------------------------------------- | ----------------------------------------------------------------------------- | ----------------------------------------------------------------------------- | ----------------------------------------------------------------------------- |
| 1 400 g                                                                       | 400 g                                                                         | 4 KS                                                                          | 7 L                                                                           | 1 200 g                                                                       |
| 1 400 g                                                                       | 400 g                                                                         | 4 KS                                                                          | 7 L                                                                           | 1 200 g                                                                       |
| Příděly na jedno dítě (6–14 let) v táboře KLV - 43. a 49. zásobovací perioda  |                                                                               |                                                                               |                                                                               |                                                                               |
| 1760 g                                                                        | 400 g (+ 250 g margarínu)                                                     | 4 KS                                                                          | 7 L                                                                           | 1 200 g                                                                       |
| 1 400 g                                                                       | 400 g (+ 250 g margarínu)                                                     | 4 KS                                                                          | 7 L (+5,6 l čerstvého mléka)                                                  | 1 200 g                                                                       |

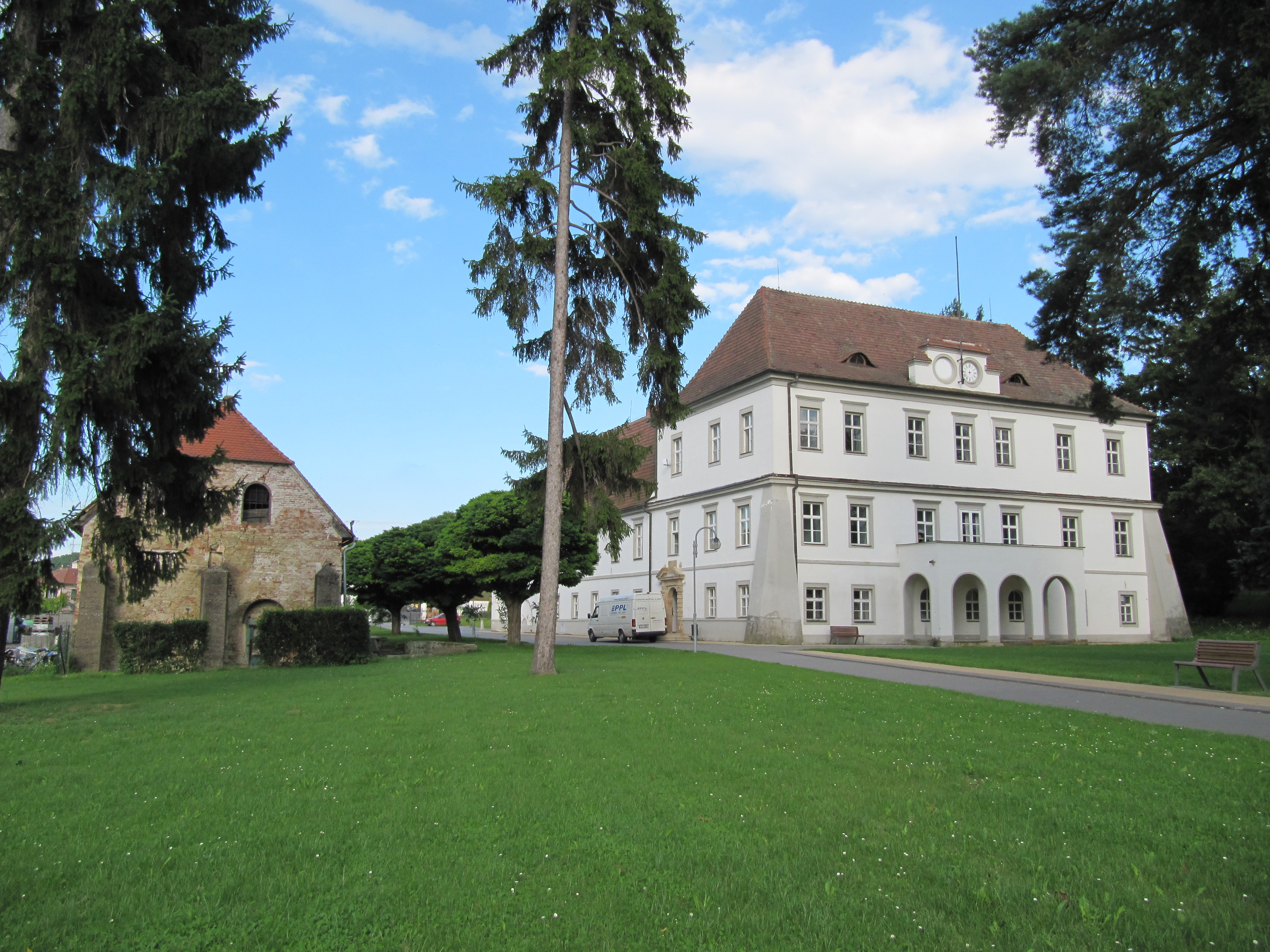
Zámek Březolupy

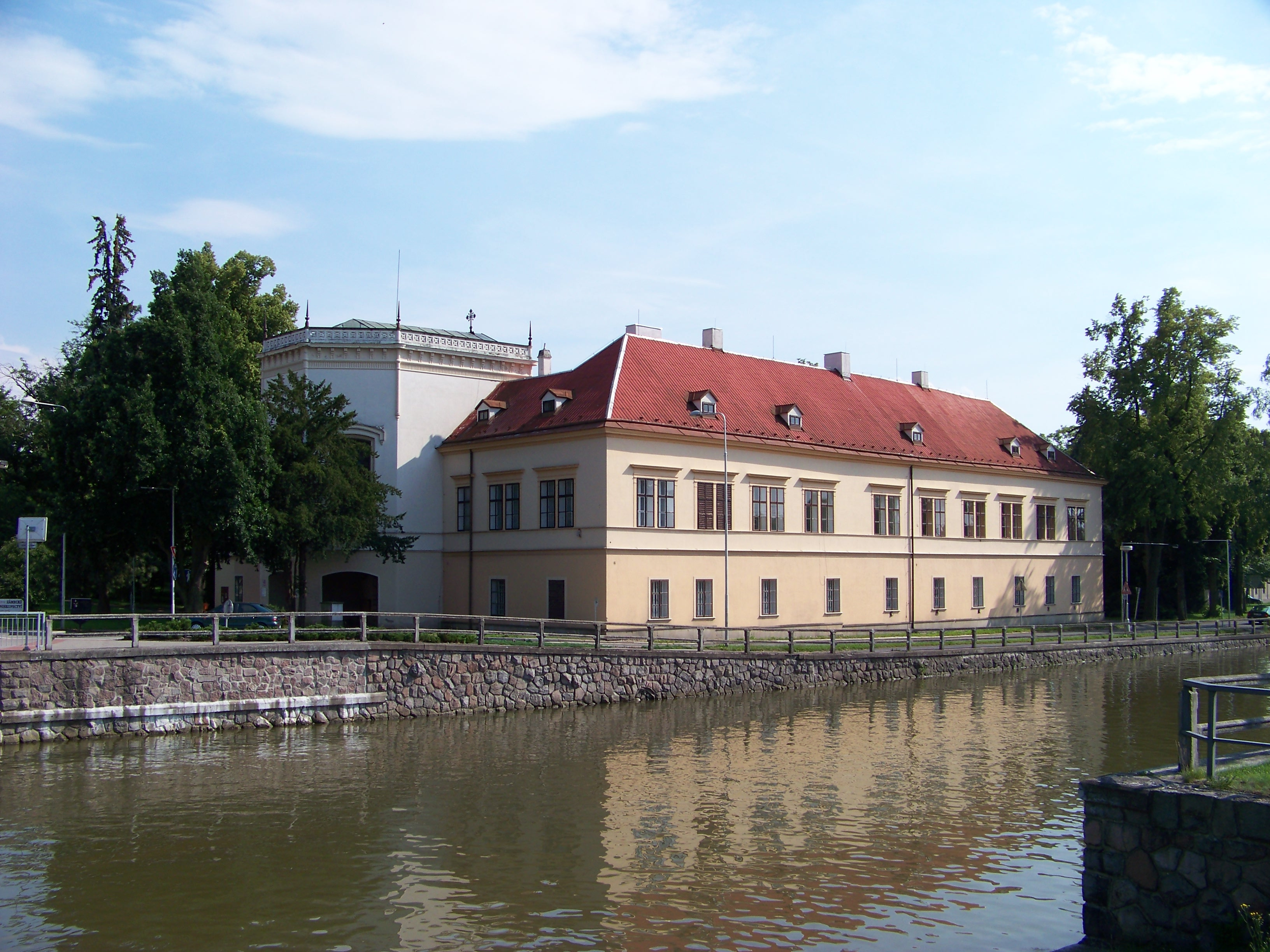
Zámek Choceň

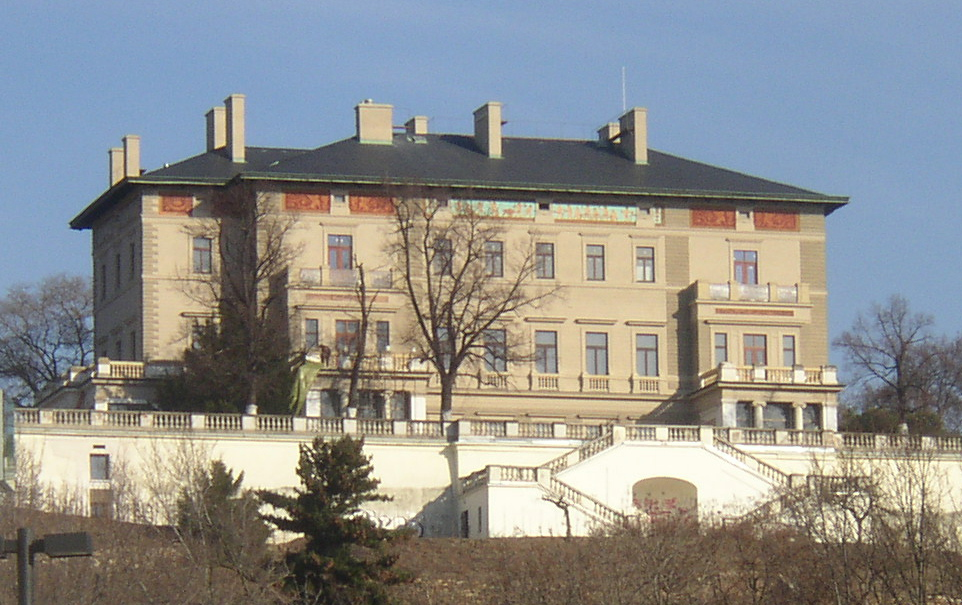
Gröbeho vila na Vinohradech Praha

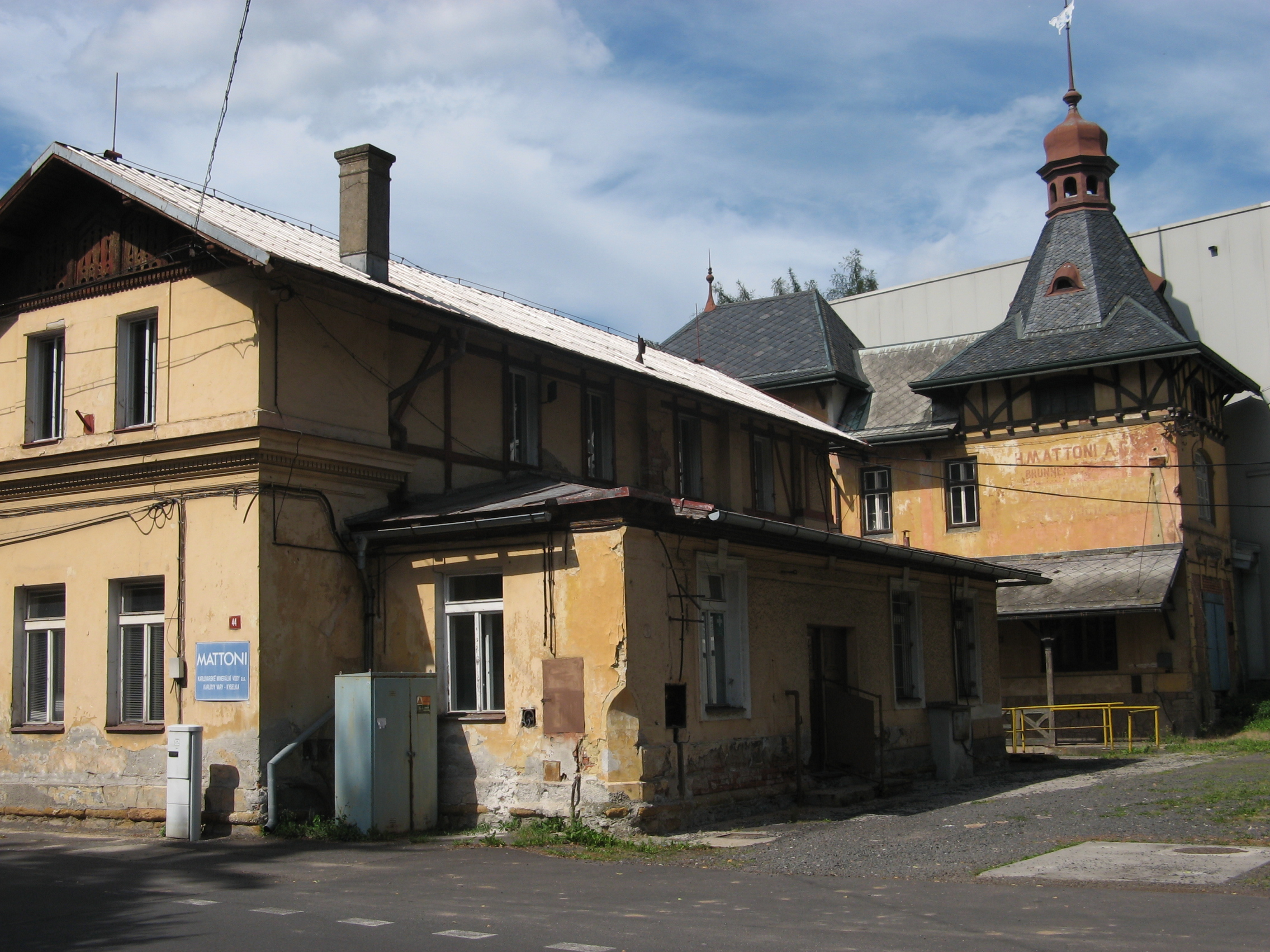
Firma Heinrich Mattoni AG v obci Kyselka

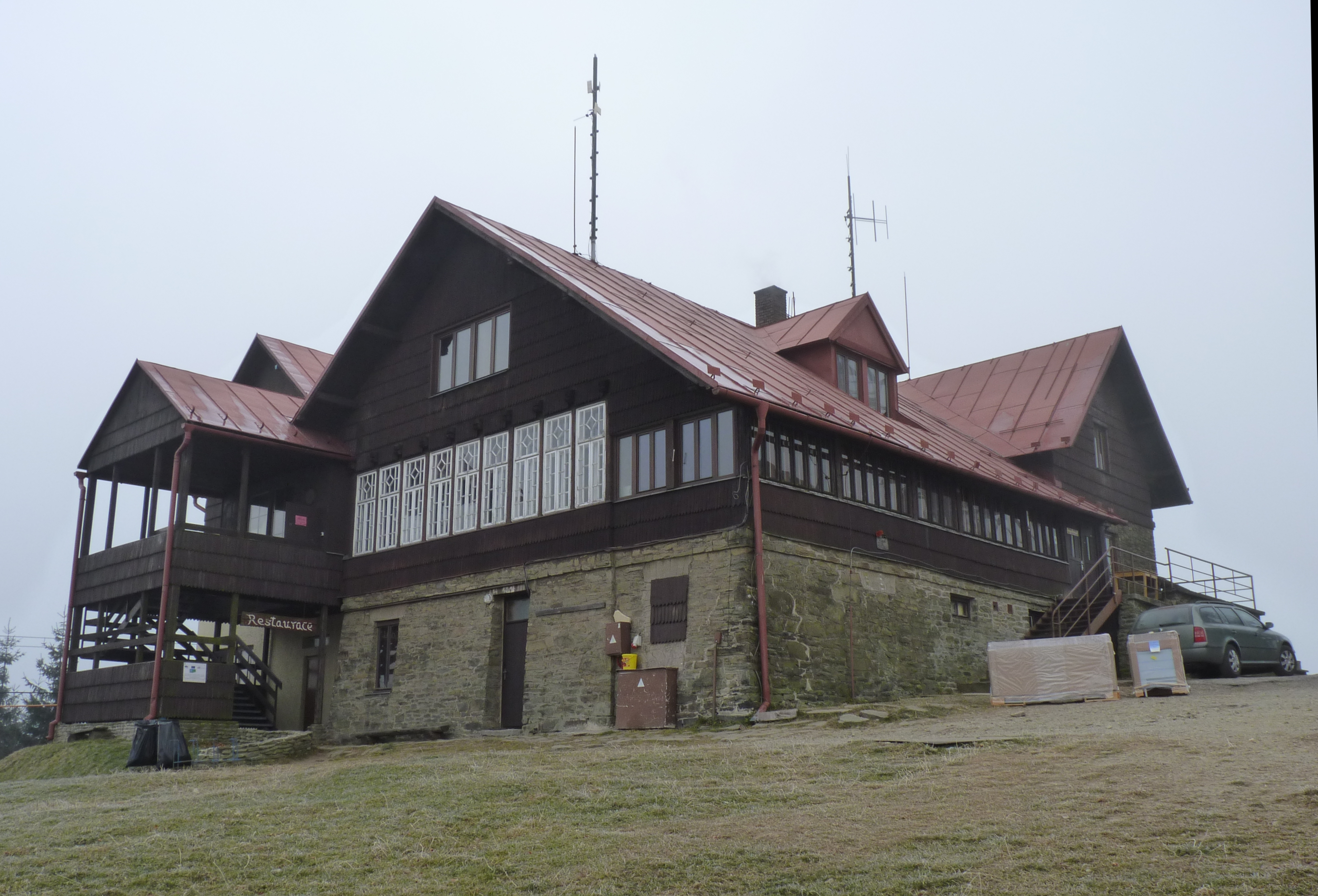
Javorový vrch – Beskydy

Přídělový systém se u německých dětí v KLV (až na o trochu vyšší příděl masa, másla a mléka) od protektorátního občana nelišil. Rozdíly ve stravě se objevovaly spíše v její pravidelnosti a pestrosti. Každý dětský účastník měl obdržet denně 500 ml čerstvého mléka a na měsíc (28 dní) také 250 g sýra, 200 g cukrovinek, 21 kg brambor. Jejich výživu doplňovaly vitaminové preparáty a pokud to bylo možné i čerstvé ovoce a zelenina. V 42. periodě v roce 1942 se změnily pouze hodnoty u másla (původně 715 g včetně margarínu) a vajec (původně 8 ks). I když se od roku 1943 zásobování v Protektorátu zhoršovalo, tábory si pravděpodobně udržely v tomto ohledu stabilitu. Německá firma Meyer & Schuhmann z Mnichova zasílala dětem do KLV výměnou za lístky na tuk „mimořádně chutný ovocný chlebíček“.

### Spolupráce s českými firmami
Řemeslný a výtvarnický materiál nebo ošacení dostávaly děti z Německa, ale od roku 1942 nastávaly čím dál větší problémy se zásobováním, takže materiál pro výrobu hraček k Vánocům nebo oblečení a obuv se na pokyn pověřence KLV v Protektorátu zajišťovaly někdy v okolí tábora. Uhlí na zimní období se muselo objednávat hodně dopředu a docházelo k místním logistickým problémům. Firma Heinrich Mattoni AG z Karlových Varů se stala výhradním dovozcem kyselky a citronových minerálních vod do táborů, zboží doručovala bezplatně na nejbližší nádraží a platilo se v RM. Obuv se objednávala u firmy Baťa. Lukrativní nabídky služeb českými řemeslníky patřily mezi zcela běžný fenomén.

### Typy KLV podle velikosti
Velikost KLV zařízení nehrála až tak velkou roli. Základní typ tábora představoval KLV tábor. Existoval také typ tzv. hlavního tábora KLV (KLV-Hauptlager), který sdružoval více KLV táborů jedné školy se sto a více dětmi. Třetím typem se staly destinace sdružující osm základních (popřípadě pět hlavních) táborů. Takovému táborovému komplexu velel pověřenec pracoviště KLV (KLV-Standortbeauftragte). Množství rozptýlených táborů způsobovalo občas organizační problémy a objevovaly se i potíže s obsazením pedagogického personálu. Balduin Geissler, pověřenec pro KLV v Čechách a na Moravě, se proto pokusil na podzim 1941 o sloučení táborů a vytvořil dvě velká táborová centra: v Poděbradech a v Teplicích nad Bečvou (Hauptlager).

### KLV Teplice nad Bečvou
KLV tábor v Teplicích nad Bečvou fungoval se 150 dětmi již od listopadu 1940, v prosinci téhož roku se zde nacházelo už 900 dětí. Plánovaná kapacita tábora se ale pohybovala v rozmezí 1 200–1 400 míst a dokonce se uvažovalo o dalším navýšení (až o 1 400 míst). V Teplicích nad Bečvou aktivně působila nacistická organizace RAD, která se snažila v lázních otevřít KLV školu pro vedoucí (Führerinnenschule). Tábor se vyznačoval příkladnou organizací a bezproblémovým zajištěním stravy a lékařské péče.

### Praha
Vzhledem k tomu, že některé děti musely po příjezdu do Prahy absolvovat ještě do místa destinace další cestu autobusem, zřídila zde úřadovna tři tzv. domovy pro hosty (Gästehaus), které plnily funkci tzv. průchozích táborů (Durchgangslager): KLV-Gästehaus I umístěný v bývalém sídle sdružení YMCA (v paláci YMCA), KLV-Gästehaus II na Střeleckém ostrově a KLV-Gästehaus III v hotelu Zlatá husa na Václavském náměstí. Domovy sloužily také jako ubytovny pro vícedenní KLV exkurze do Prahy.
Mimo ubytovacích kapacit uvedla pražská úřadovna do provozu v učilišti „Werkschule Prag” se sídlem ve vile Maria v Koperníkově ulici č. 12 učňovské dílny (Werkunterricht) pro vzdělávání táborových učitelů a vedoucích HJ ve stavbě modelů lodí, letadel a hraček a to nejen pro vedoucí z Protektorátu, ale také z okolních oblastí Třetí říše. Další říšské učiliště „Reichswerkschule” se nacházelo v Gröbeho vile na Vinohradech. Jiné prostory v Praze sloužily jako kliniky, vzdělávací zařízení pro personál (Führerschulen) či ozdravovny.

## Poděbrady - hlavní město KLV
O tom jak významné místo zastával Protektorát v celém říšském projektu „Erweiterte Kinderlandverschickung” svědčí postavení lázní Poděbrady, které v něm hrály úlohu hlavního města KLV (Hauptstadt der Kinderlandverschickung). Nacházela se zde říšská vzdělávací škola pro vedoucí týmu HJ (KLV-Schule für Lagermannschaftsführer) a říšská vzdělávací škola pro táborové vedoucí (KLV-Schule für Lagerleiter/Lagerleiterinnen). Od listopadu 1943 v Poděbradech sídlila část berlínské říšské úřadovny „Reichsdienststelle Kinderlandverschickung".

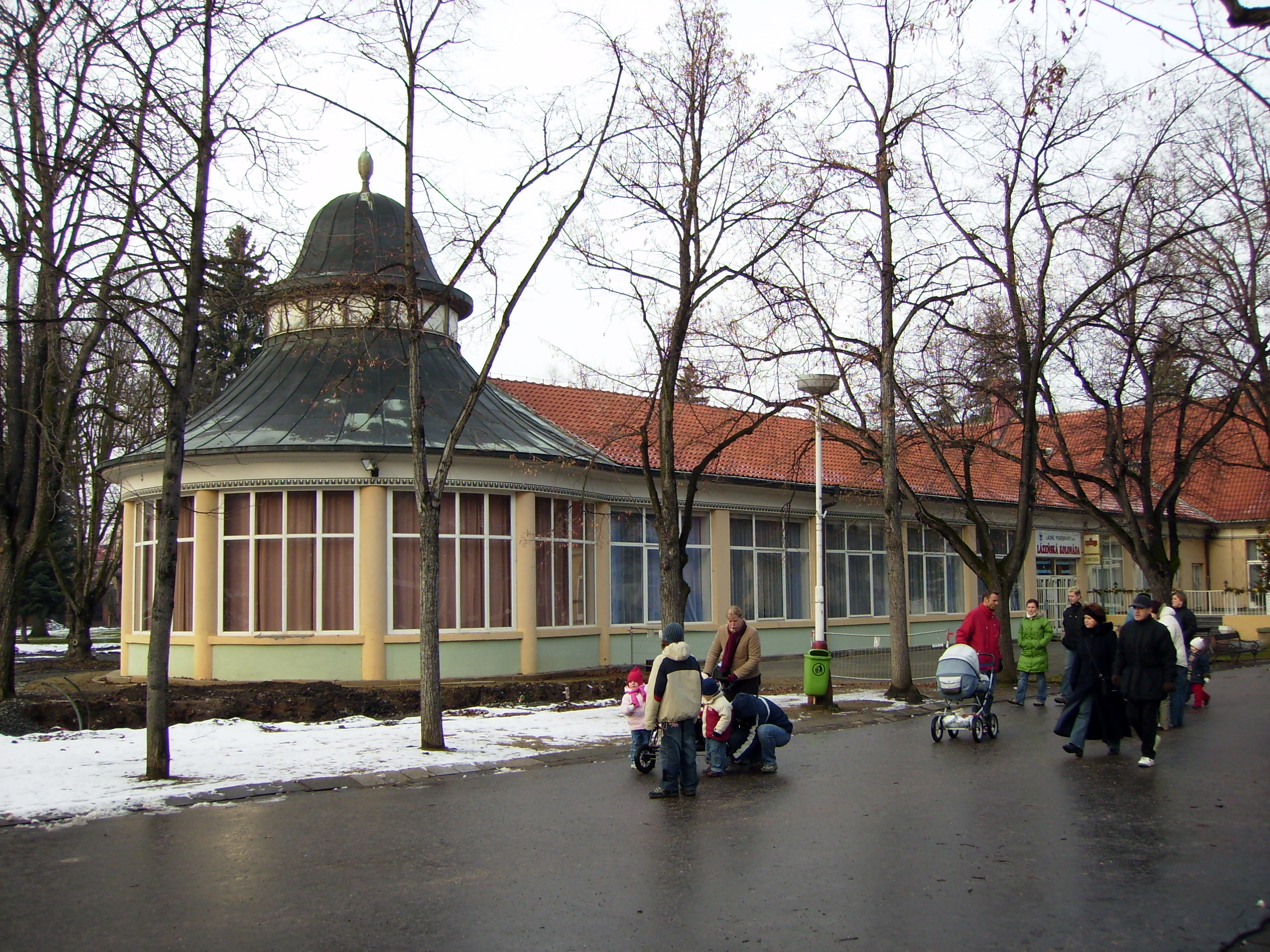
Poděbrady - kolonáda

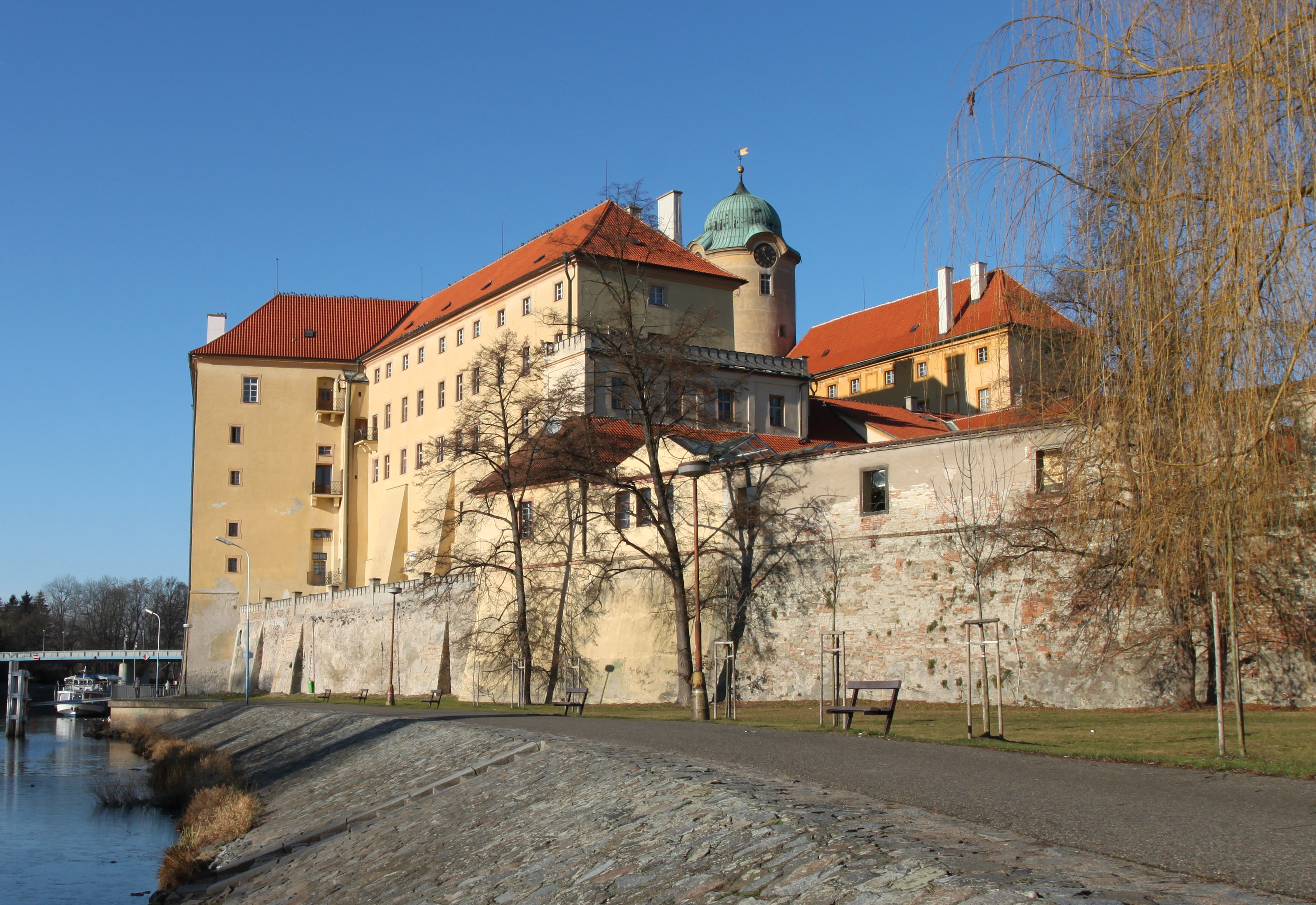
Poděbradský zámek

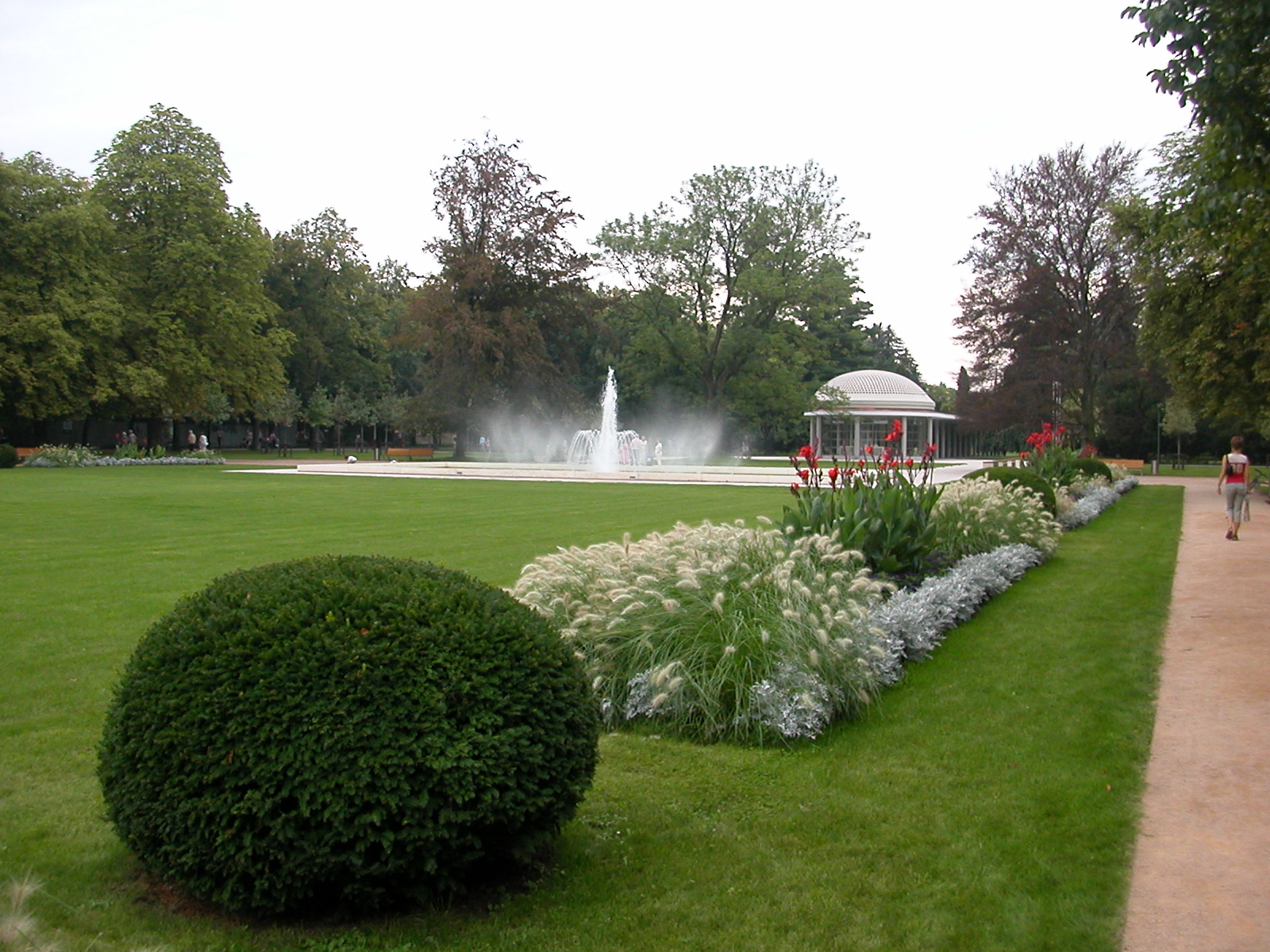
Poděbrady park

Lázeňské středisko splňovalo nejen dokonalou představu o kvalitním KLV-táboru díky svým ubytovacím zázemím, ale mohlo se pochlubit i odpovídajícím léčebným a lékařským zázemím, vynikající logistikou na železniční trati, lodním přístavem na Labi v blízkosti hl. města Prahy. Prvních 501 dětí (pravděpodobně z Porúří) dorazilo v doprovodu učitelů a výchovných pracovníků z HJ v lednu 1941. Tábory se nacházely původně jen v lázeňském areálu. Balduin Geissler se rozhodl lázně využít jako jedno z předních říšských center KLV a na podzim 1941 navrhl nový KLV-plán s budoucím označením Poděbrad jako „KLV-Standort”.
Není tedy divu, že Poděbrady přitahovaly zájem říšských úředníků a celou řadu oficiálních či inspekčních návštěv. Na doporučení vedoucího berlínské služebny KLV Helmuta Möckela navrhl německý inspektor K. H. Frankovi rozšíření prostor o poděbradský zámek. Rudolf Diels pověřený inspekcí táborů KLV na protektorátním území sdělil: „... celé to nabízí obraz výjimečně dobře zaběhnutého výchovného zařízení. Jestli tomu tak bude i dále, ukáže čas...“ Roku 1941 Poděbrady obdržely titul „nejlepší říšský tábor“ (reichsbestes Lager). K. H. Frank se při návštěvě Poděbrad v červenci 1943 zase vyjádřil, že by měly být právě tou ideální lokalitou, která se pro evakuované děti stala „druhým domovem“.
V listopadu 1943 přesídlila do Poděbrad do pronajaté školní budovy v tehdejší Chaloupeckého ulici říšská škola pro vedoucí týmu HJ KLV-Schule für Lagermannschaftsführer. V budově se nacházely nejen vlastní učební prostory, ale i ubytování pro účastníky jednotlivých kurzů. Škola pro táborové vedoucí KLV-Schule für Lagerleiter/Lagerleiterinnen sídlila v areálu lázní v léčebném domě Viktoria. Ve dnech 21.–23. června 1944 se v lázních konalo u příležitosti opětovného otevření říšské školy KLV setkání župních a oblastních pověřenců KLV za účasti Baldura von Schiracha i ministra RMWEV Bernharda Rusta. Schirach hodlal do Poděbrad přemístit všechna zaškolovací střediska na území Protektorátu: školy pro LMF s řemeslnými dílnami, hudební školy KLV, sportovní školy a školy pro ženy a dívky ve vedení táborů KLV.
V rámci projektu KLV se v Poděbradech nacházelo i 70 německých dětí z Kolína nad Rýnem, mezi nimi 8 dětí z dětského domova „Sülzer Heim” (4 děvčata a 4 chlapci). Během transportu a pobytu je doprovázel HJ-Lagermanschaftsführer Hanns Schaefer. Po porážce Třetí říše nebyl zajištěn organizovaný návrat dětí zpět do Německa. Jeden z dětských pamětníků poděbradského tábora se tenkrát ve svých třinácti letech vydal se svým kamarádem pěšky na několikaměsíční cestu zpět domů do Kolína nad Rýnem. V Kolíně bydlel v troskách dětského domova „Kinderheim Sülz” až do vyučení v roce 1947. Z těchto 70 dětí bylo dodnes nalezeno jen 15.

## KLV Luhačovice
Do KLV-tábora v Luhačovicích přicestovaly jako první v prosinci 1940 dívky (750) z Berlína. Striktní rozdělení na chlapce a dívky se v případě Luhačovic pravděpodobně nedodržovalo a docházelo i ke smíšeným pobytům. NSV zřídila roku 1941 ve vile Jestřabí nejprve domov pro těhotné německé ženy, ale později objekt předala pro účely KLV. Pro projekt KLV se v Luhačovicích využívaly hotely, pensiony, lázeňské ústavy, soukromé vily a mnohá další zařízení. Celkem se mělo jednat o 43 objektů s kapacitou přes 1 600 lůžek. Nebyly to rozhodně žádné nevýznamné budovy. Pro ubytování a stravování například sloužily: „Společenský dům” s celým restauračním a kavárenským provozem, „Dům Bedřicha Smetany”, „vila Jestřabí”. Kanceláře a sklad se pro změnu nacházely v „Administrativní budově” a v „Lázeňském divadle”.
České pracovní síly využívala pražská úřadovna v Luhačovicích například při zateplovacích pracích na objektech. Lázně zajišťovaly pro tábory denní potřebu mýdla, prádla a také praní ve své prádelně. Pro táborovou kliniku poskytly prostory a vybavení. Z části vypomohla i Baťova nemocnice ve Zlíně. Ošetřovaly se zde většinou běžné úrazy jako zlomeniny nebo pohmožděniny, ale v roce 1941 je zaznamenána také epidemie tyfu, kdy na pomoc s očkováním přispěchaly zdravotní sestry z Německého červeného kříže. Majitelům zabraných objektů byl vyplácen nájem, který sice nebyl nějak vysoký, ale za to dlouhodobě pravidelný. Škody na majetku lázeňských podniků odhadla akciová společnost po osvobození na skoro 1,5 milionu korun. Značná část devastace měla být způsobena dětmi z KLV-táborů.

### Příspěvky města a občanů

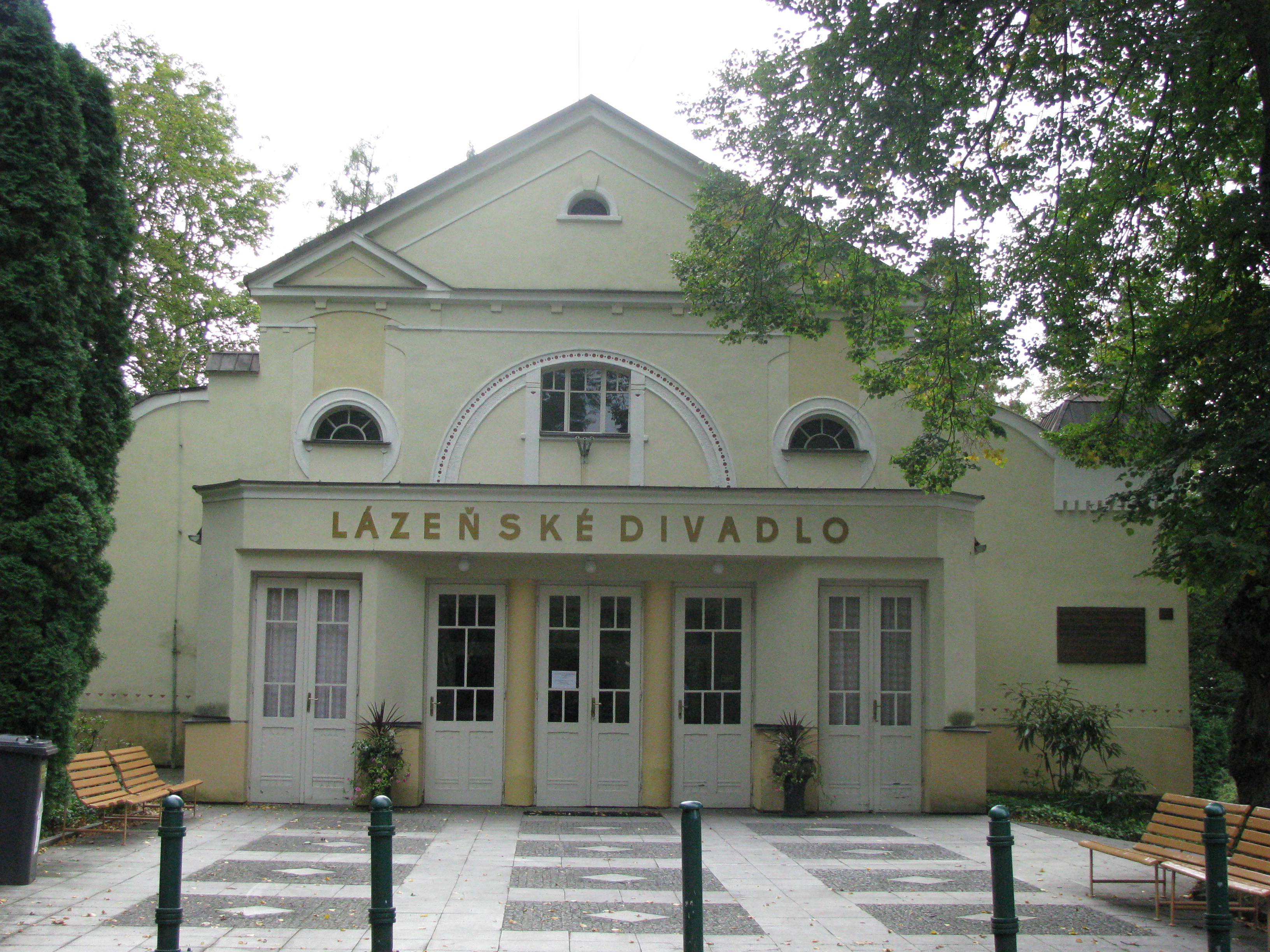
Lázeňské divadlo, Luhačovice

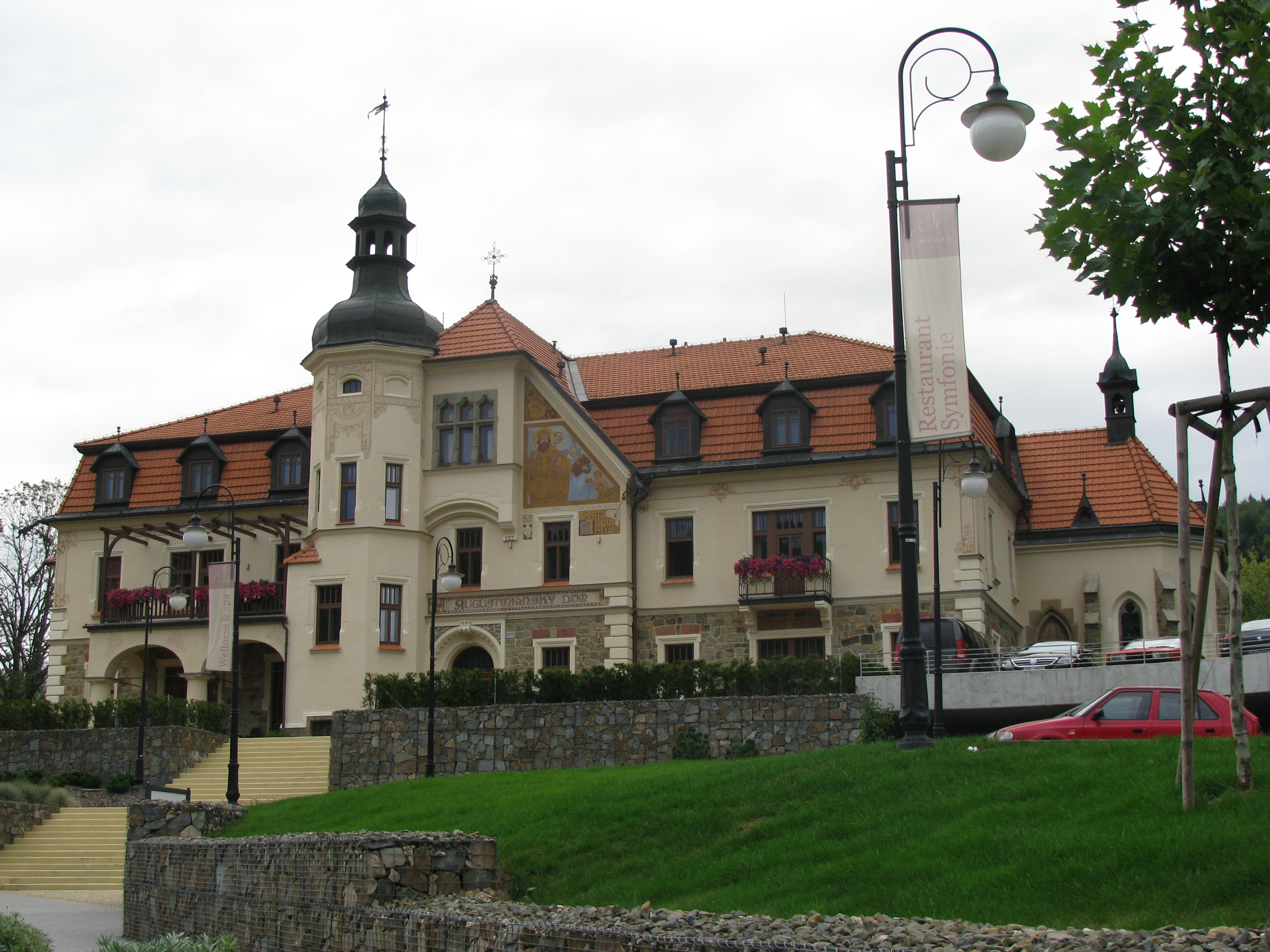
Augustinianský dům, Luhačovice

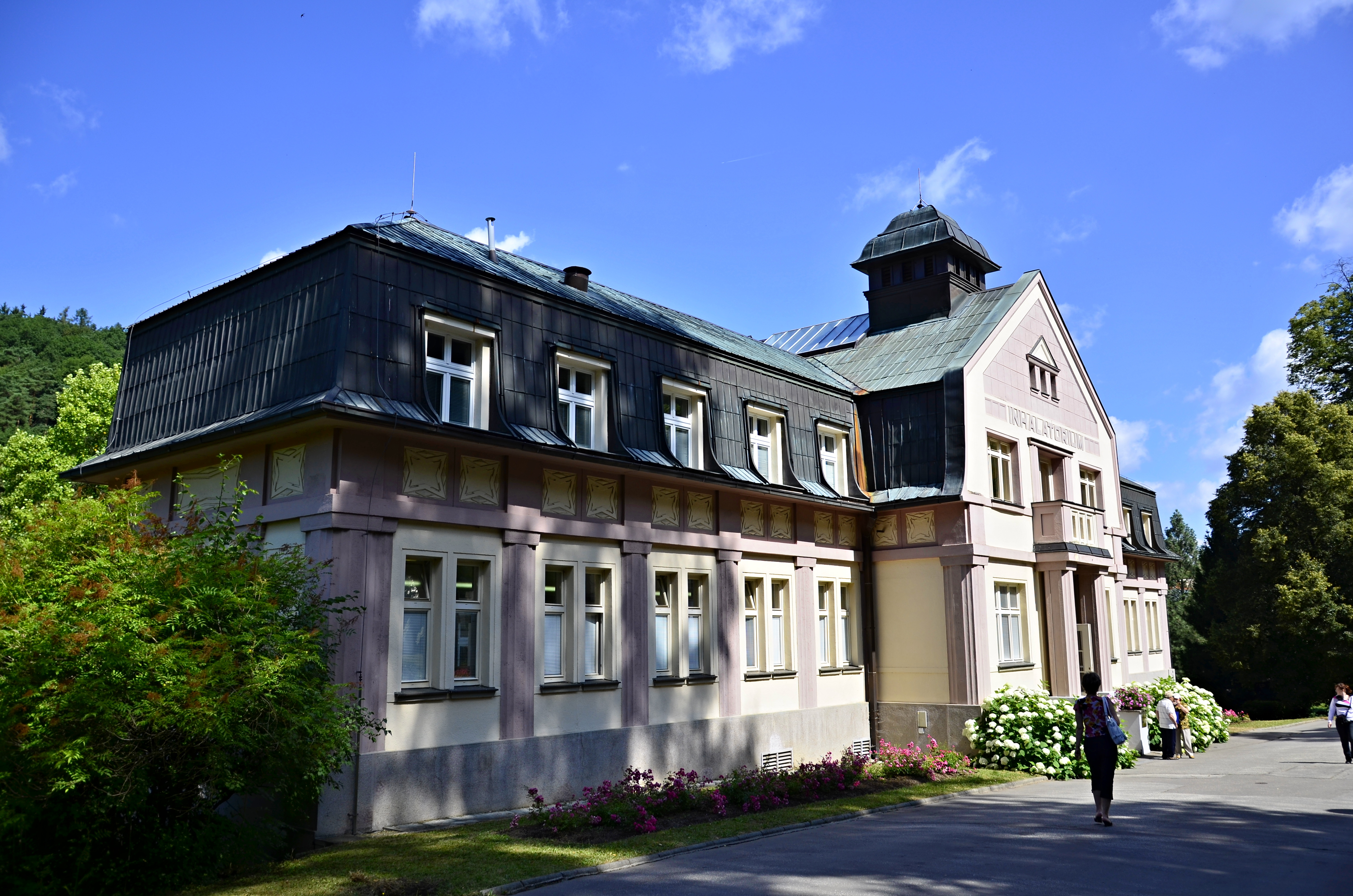
Lázeňský dům Inhalatorium (Luhačovice)

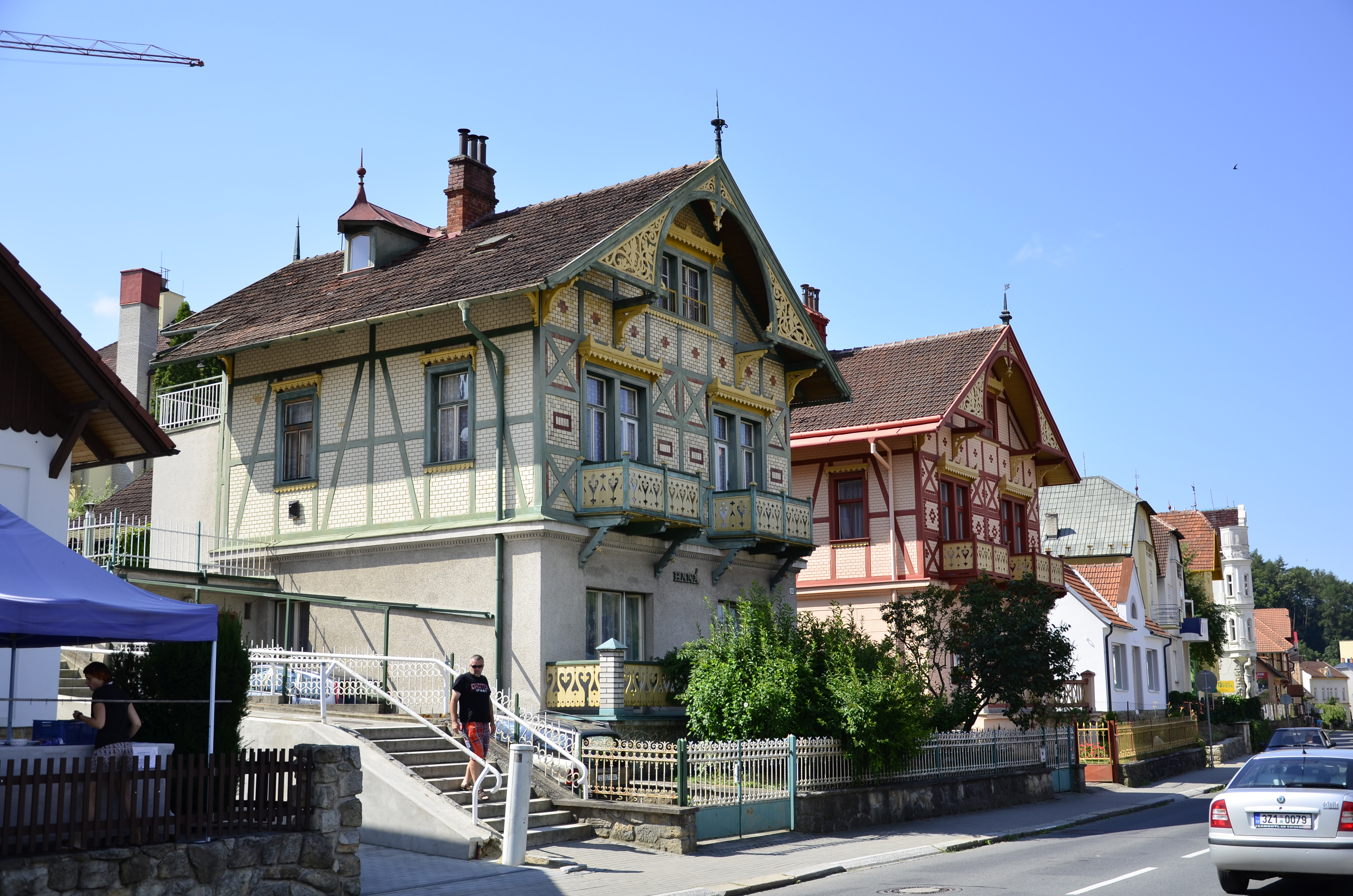
Vila Haná (Luhačovice)

Ze zápisu městské rady z 23. prosince 1940 se dozvídáme, že poskytla finanční příspěvek na zpestření vánoční nadílky pro německé děti ubytované v rámci akce KLV. Ve školním roce 1940/1941 probíhala v budově „měšťanské školy” výuka německých dětí z Essenu, v budově „Hotelu Karla IV.” zase výuka berlínských dětí. Vybavení škol nestačilo a město nechalo zhotovit dalších 12 lavic a 24 židlí, správa obecné školy poskytla navíc ještě pět starých lavic. Nouzová situace se řešila v září 1942 s podnikem Adolfa Jahody, jemuž pro potřeby KLV zabavili 237 židlí a 22 stolů s tím, že mu budou po odchodu německých dětí vráceny. Dvorek měšťanské školy nechalo město na své náklady vybavit pro sportovní a volnočasové účely.

### Místní obyvatelstvo kontra německé děti
Vzhledem k tomu, že děti nesměly bez doprovodu vychovatelů vycházet z tábora, byl jejich kontakt s místním obyvatelstvem značně omezen. V „Ředitelském domě” sídlil četnický strážní oddíl, který se staral o pořádek. Přesto ale docházelo na obou stranách ke konfliktům.
Nejvíce stížností ze strany místních hostů padalo na časté pochody a zpěv pochodových písní v ulicích města. Městská rada zase požadovala, aby děti při výletech využívaly výhradně chodníků a neničily okolní úrodu. Při cvičném útoku na objekt „Slovácká búda” (1943), měla být zničena téměř všechna okna a poškozeno zařízení městského vodojemu. K oblibě německých dětí nepřispěly ani jejich časté návštěvy městské plovárny, na kterou měly předplacené levnější měsíční vstupné za 500 korun. Obyvatelstvo si stěžovalo, že blokují plovárnu někdy celý den. A v neposlední řadě vlnu žárlivosti a odporu zvedlo přednostní právo na využívání luhačovických škol, kdy české děti docházely na školní výuku odpoledne od 13.00 do 18.00 hodin, zatímco dopoledne probíhala výuka žáků německých.
Ze stížností na české obyvatele je znám případ z roku 1940 (před příchodem dětí z KLV), který může být vnímán jako nenávist k Němcům všeobecně. Dne 3. září 1940 poplival dvacetiletý český hoch jedenáctiletou německou dívku Irmgard Lugauer z Dolního Rakouska v uniformě BDM, která v Luhačovicích pobývala v rámci projektu NSV u německé pěstounské rodiny. Po viníkovi bylo ihned zahájeno pátrání a za dopadení pachatele nabídnuta odměna 10 tisíc korun. Gestapo z Uherského Hradiště zatklo šest luhačovických občanů jako rukojmí. Místostarosta František Kolařík apeloval na občany, aby soužití Čechů s Němci nenarušovali a pomohli identifikovat pachatele. Viník nebyl dopaden a 19. září byli rukojmí na přímluvu hraběte Aloise Serenyiho propuštěni. O rok později 13. dubna 1941 několik českých hochů házelo kameny na skupinu německých dívek zdržujících se na náměstí. K žádnému zranění sice nedošlo, ale německý učitel hned zasáhl, hochy dopadl a celou záležitost předal Gestapu. Čtyři chlapci pak putovali na výslech do Uherského Hradiště. Po čtyřech dnech vyslýchání ve vazbě je gestapo nakonec propustilo na svobodu.

### Státnické návštěvy a konec projektu KLV
Dne 15. ledna 1941 navštívil Luhačovice během inspekční cesty Karl Hermann Frank. Jeho projevy byly vysílány rozhlasem i do dalších táborů. Dne 29. března 1941 se v rámci své dvoudenní propagační cesty po významných protektorátních táborech KLV v lázních zastavil Baldur von Schirach. Roku 1943 byl zrušen zákaz návštěv rodičů a začátkem roku 1944 proběhly hromadně organizované rodičovské návštěvy. Koncem roku 1944 musely být německé děti z Luhačovic kvůli postupující frontě přesunuty do vnitrozemí. Uvolněné objekty pak zabraly říšské výcvikové tábory HJ (Reichsausbildungslager) pro hochy od šestnácti do osmnácti let, kteří hned po absolvování šestitýdenního vojenského přípravného kurzu putovali na frontu. Dne 12. dubna 1945 opustila poslední německá mládež město a tábor byl zcela evakuován.